# Деливрон, Андрей Карлович
Андрей Карлович Деливрон (де Ливрон) (14 августа 1840, Гельсинфорс — после 1916) — русский морской офицер, кругосветный мореплаватель.

## Биография
Андрей де Ливрон родился в семье морского офицера и 4 сентября 1852 года был зачислен в Морской кадетский корпус. После производства 21 августа 1856 года в чин гардемарина он плавал на фрегате «Смелый» в Балтийском море и на винтовом корабле «Ретвизан» совершил в 1858—1859 годах заграничное плавание.
11 мая 1859 года де Ливрон был произведён в чин мичмана и в 1860 году на корвете «Калевала» отправился на Дальний Восток России. В 1863 году выполнил промер бухты Новик, далее участвовал в гидрографических работах в Амурском заливе, в том числе выполнил опись залива Славянский, затем работы у островов Римского-Корсакова, и от залива Посьета до устья реки Тумен-Ула. 8 июля 1863 года произведён в чин лейтенанта. В этом же году посетил Сан-Франциско в ходе экспедиции к берегам Северной Америки. Далее на клипере «Абрек» посетил Ново-Архангельск. После этого переведён на флагманский корвет «Богатырь», на котором крейсировал у берегов Северо-Американских Соединённых Штатов и перешёл в Японию. В Японии вернулся на корвет «Калевала», с которым вернулся на Балтику.
По возвращении на родину, 26 июля 1865 года, был награждён орденом Святого Станислава 3-й степени. Позже де Ливрон критично оценил подобные корабли — назвав их «игрушечными клиперами» и отметил, что «они походили скорее на рейдовые яхточки, чем на океанские суда… Трудно поверить, что вся эта мелкая дрянь побывала в свое время на Амуре и делала большие океанские переходы, поскольку размеры этих маленьких клиперочков совсем не соответствовали их серьезному плаванию»
В 1866 года Андрей Карлович служил на броненосной батарее «Не тронь меня», а в 1868—1870 годах на броненосном фрегате «Петропавловск» в должности флаг-офицера при начальнике броненосной эскадры вице-адмирале Г. И. Бутакове. 1 января 1870 года де Ливрон был награждён орденом Святой Анны 3-й степени.
11 (23) марта 1872 года Андрей Карлович был назначен старшим офицером корвета «Аскольд», а 16 апреля того же года — старшим офицером броненосной лодки «Чародейка». 1 января 1873 года он был награждён орденом Святого Станислава 2-й степени.
1 января 1874 года де Ливрон был произведен в чин капитан-лейтенанта, а 14 октября того же года был откомандирован в Астраханскую губернию для отбора призывников во флот. По возвращении в следующем году из командировки он вернулся на должность старшего офицера броненосной лодки «Чародейка» и в течение последующих двух лет плавал в Балтийском море. 16 апреля 1877 года Андрей Карлович был назначен командиром миноносца «Взрыв» и командовал им в течение трёех лет, за что 1 января 1880 года был награждён орденом Святого Владимира 4-й степени.
8 января 1880 года Андрей Карлович был назначен командиром клипера «Стрелок», на котором 24 июня того же года вышел в кругосветное плавание. Клипер прошел Индийский океан, посетил многие порты Ост-Индии и Индокитая. В китайских и японских водах, в составе Тихоокеанской эскадры, судно находилось более семи месяцев. Затем клипер охранял русские промыслы в Беринговом море, обследовал гавани остров Медный и Беринга, а также заливы Святого Лаврентия, Бутакова, Провидения. Одна из обследованных бухт позднее была названа именем корабля. В 1881 году де Ливрон и экипаж «Стрелка» участвовали в поисках американской яхты «Жаннетта» полярной экспедиции Д. У. Де-Лонга. В апреле 1882 года Андрей Карлович получил приказ о возвращении домой. За отличие он был награждён 1 января следующего года орденом Святой Анны 2-й степени.
После возвращения на родину де Ливрон был произведен 26 февраля 1883 года в чин капитана 2-го ранга с назначением командиром монитора «Броненосец» и в течение последующих трех с половиной лет командовал им в плаваниях в Финском заливе.
1 января 1887 года Андрей Карлович был произведен в чин капитана 1-го ранга, а с 8 мая 1889 года командовал броненосным фрегатом «Адмирал Лазарев», с 1 января 1890 года — полуброненосным фрегатом «Генерал-Адмирал». 15 апреля 1891 года назначен директором Лондонского маяка в Финском заливе и исполнял обязанности лоц-командира общества Кронштадтских лоцманов, за что 1 января следующего года был награждён орденом Святого Владимира 3-й степени.
27 ноября 1895 года произведён в контр-адмиралы, с увольнением со службы по достижении предельного возраста, с мундиром и пенсией. Во время Первой Мировой войны являлся Инспектором лечебных заведений Петрограда. За работу в этой должности 6 декабря 1916 удостоен Высочайшей Благодарности. Дальнейшая судьба его не известна, однако до февраля 1917 года публиковался в «Морском сборнике».

## Семья
26 октября 1879 года Андрей Карлович женился на Александре Ивановне Пароменской. В браке родилось четверо детей: Андрей, Татьяна, Наталья, Екатерина.

## Память
В его честь назван мыс в заливе Петра Великого Японского моря (по другим источникам, мыс Де-Ливрона назван в честь Александра Карловича Де-Ливрона, 1837—1906).
В честь Андрея Карловича Деливрона (Де-Ливрона) также названы:
- банка Де-Ливрона (Японское море, Залив Петра Великого)[6];
- остров Де-Ливрона (Японское море, Залив Петра Великого, остров нанесён на карту в 1859 году, обследован в 1863 году экипажем корвета «Калевала», тогда же присвоено название по фамилии члена экипажа лейтенанта Андрея Карловича де Ливрона)[6].